# 命のうたが聞こえる
「命のうたが聞こえる」（いのちのうたがきこえる）は、田村直美の24枚目のシングル。2012年4月25日にメディアファクトリーから発売された。

## 内容
「揺らぐことない愛」から約10年ぶりにリリースした本作は、テレビアニメ『クイーンズブレイド リベリオン』のオープニングテーマ。ジャケットでは同作の主人公、アンネロッテが描かれている。自作曲でない表題曲及び同社からリリースされたシングルとしては「Ready Go!」以来となる。

## 収録曲
1. 命のうたが聞こえる [4:33]
作詞：田村直美 / 作曲・編曲：yamazo
  - テレビアニメ『クイーンズブレイド リベリオン』オープニングテーマ

田村曰く「初めて聞いたとき、ロックだなと内心ニマニマしました」「誰もが宇宙に守られた命だと歌っています」とコメントしている[1]。
2. 十六夜の月の下で [3:57]
作詞：稲葉エミ / 作曲・編曲：やしきん
3. 命のうたが聞こえる (inst.)
4. 十六夜の月の下で (int.)